# Antropología de la educación
La antropología de la educación  es un campo de la antropología y frecuentemente asociada con el trabajo pionero de George Spindler. Como el propio nombre indica, el foco de la Antropología de la Educación es la educación, aunque una aproximación antropológica de la educación tiende a focalizarse en los aspectos culturales de la educación, tanto de sus aspectos formales como informales.
Puesto que la educación implica la comprensión de quiénes somos, no resulta sorprendente que el principal dictamen de la Antropología de la Educación es que sea un campo interesado principalmente en la transmisión cultural. La transmisión o aprendizaje de la cultura implica la transferencia de un sentido de la identidad entre generaciones, a veces denominado endoculturación y también la transferencia de identidad entre culturas, a veces conocido como aculturación. De acuerdo a todo ello, no resulta extraño que la Antropología de la Educación haya ido incrementado su focalización en la identidad étnica y en los cambios étnicos.
La principal preocupación y ocupación de la antropología ha sido comprender desde la particularidad, aprender a partir de compartir los sentidos con el otro, objetivar procesos de subjetivación, cuestionar lo cotidiano, preguntar sobre el origen de la diversidad y sobre el sentido que los humanos le dan a su existencia. La antropología de la educación ha producido un conocimiento de las características básicas de los procesos de adquisición y transmisión cultural de los cuales la educación es un proceso básico, y de los contextos de socialización y educación, de la cultura. Proporcionando las herramientas necesarias para un mejor conocimiento de la realidad educativa a la que se enfrentará en la vida profesional mediante los métodos de la antropología, el conocimiento de la etnografía del aula, los parámetros relevantes de la antropología familiar y los presupuestos y problemática de la educación multicultural, entonces podemos decir que se intenta buscar que la educación sea equitativa para todo no importando la cultura. Es más: se intenta rescatar culturas pasadas para enseñarlas a las de nuestro tiempo y así no perder nuestras culturas nativas.